# علی‌آباد شمشیربر
 علی‌آباد شمشیربر، روستایی از توابع بخش ارزوئیه شهرستان بافت در استان کرمان ایران است.

## جمعیت
این روستا در دهستان ارزوئیه قرار دارد و براساس سرشماری مرکز آمار ایران در سال ۱۳۸۵، جمعیت آن ۳۳۰ نفر (۷۴خانوار) بوده‌است.